# 笹幸恵
笹 幸恵（ささ ゆきえ、1974年 - ）は日本のジャーナリスト。

## 略歴
神奈川県生まれ。大妻女子大学短期大学部卒業。編集記者を経て、2001年にフリーに。流通業のインタビュー記事のほか、ビジネス全般、大学業界などテーマに執筆活動を行う。近年は日本の近現代史をテーマにした執筆活動をおこなっている。
太平洋戦争について教師から教えられた授業内容に疑問を持ち、かつての戦場を自らの目で確かめるため、2005年1月に旧日本軍将兵と共にガダルカナル島を訪問。以後、太平洋各地の戦場だった地域を多数訪問している。
これまで慰霊巡拝や取材などで訪れた地は次の通り。 トラック諸島、ポナペ（ミクロネシア連邦）／マリアナ諸島（サイパン・テニアン・グアム） パラオ諸島（バベルダオブ・コロール・ペリリュー・アンガウル）／ハワイ（オアフ） マーシャル諸島／ギルバート諸島（タラワ・マキン）／ナウル パプアニューギニア（ココダ・ウェワク・マダン・ギルワ・ラバウル・ブーゲンビル） ソロモン諸島（コロンバンガラ・ニュージョージア・ガダルカナル・ツラギ） タイ（クンユアム） 
戦没者の遺骨収容にも取り組んでいる。「ガダルカナル島未送還遺骨情報収集活動自主派遣隊」を2011年に結成して有志を募り、ガダルカナルの攻撃迂回路「丸山道」など密林奥地の遺骨調査を毎年実施している。
2009年1月には近現代史研究会(PandA会)を発足させる。
2010年、小林よしのり、堀辺正史、高森明勅、宮城能彦とともに「ゴー宣道場」を創設。創設師範となった。
2016年、防衛研究所第62期特別課程修了。
2019年、國學院大學大学院文学研究科修了。修士（歴史学）。

## 著書

### 単著
- 『店はこうして生まれ変わった！―日本オプティカル店舗再生への挑戦』　（ダイヤモンド社、2004年）
- 『女ひとり玉砕の島を行く』（文藝春秋、2007年）
- 『「白紙召集」で散る―軍属たちのガダルカナル戦記』（新潮社、2010年）
- 『「日本男児」という生き方』（草思社、2011年）
- 『映すは君の若き面影（靖国神社遊就館講演録）』（青林堂、2014年）
- 『沖縄戦 二十四歳の大隊長』（学研パブリッシング、2015年）

### 共著
- （山崎里佳）『わが娘を就職で泣かせないための大学選び―就職は大学に入る時点で決まっている！？』　（主婦の友社、2003年）
- （山崎里佳）『女子高生のための大学選び―就職で泣かない！』　（主婦の友社、2004年）
- 『消えゆく太平洋戦争の戦跡』（山川出版社、2017年）

## 論文
- 国立情報学研究所収録論文 国立情報学研究所

## 寄稿
- 『南方の激戦地に散った将兵たちの「慰霊碑」が朽ち果てようとしている』（小学館、「SAPIO」、2005年）
- 『女たちの「戦争論」61年目の恋文』（小学館、「わしズム19号」、2006年）
- 『結婚という名の亡霊』（小学館、「わしズム22号」、2007年）
- 『士は己を知る者のために死す－アッツ島玉砕司令官・山崎保代大佐』（小学館、「わしズム23号」、2007年）
- 『玉砕の島を巡って』（日本協議会機関紙「祖国と青年」2007年8月号）
- 『何が戦後か――団塊ジュニアが見た慰霊碑の“いま”』（「やすくに」2008年4月号）
- 『棄てられた南の島で、戦時日本の「技」と「生きる知恵」を見た』（文藝春秋、「諸君」2008年5月号）
- 『戦争責任や謝罪より先に、戦後生まれの私たちにはするべきことがあるはず』（文藝春秋、「日本の論点2011」、2010年）
- 『私の写真館』（産経新聞、「正論」、2011年3月号）
- 『ティッシュくらい我慢しろ（総力大特集　東北関東大震災　私はこう考えた）』（ワック出版、「月刊ウイル」、2011年5月号）

## 講演
- 2007年8月1日、「戦跡をめぐって、いま思うこと」岐阜女子大学
- 2008年5月11日、日本青年会議所・関東地区協議会の第2回合同セミナー「青志塾」（赤坂区民センター）
- 2008年8月15日、「平成20年戦没者追悼祈念講演会」（日本会議大阪支部、英霊にこたえる会大阪府本部主催）
- 2010年8月15日、「第24回戦没者追悼中央国民集会、各界からの提言」（於：靖国神社）
- 2011年1月23日、「現代における戦歿者の追悼は如何にあるべきか」（於：靖国神社）
- 2013年1月10日「玉砕の島をめぐって」（於：陸上自衛隊小倉駐屯地）
- 2014年2月23日「海外における戦没者慰霊碑と遺骨収容活動の現状」（於・東京都郷友会創立60周年記念シンポジウム）
- 2015年3月21日「玉砕の島をめぐって」（於：モラロジー研究所 中日本生涯学習センター）
- 海上自衛隊教育隊における部外講話講師（歴史講話）多数

## 近現代史研究会(PandA会)

### 発足
- 平成21年（2009年） 1月

### 目的
- 先の戦争について、戦後世代が理解を深めていくこと。

### 主な活動
- 戦争体験者を招いた聴講会
- フィールドワークとして国内の戦跡巡り

## ゴー宣道場
- 司会及び、基調講演（第5回、第77回）を担当。